# (34396) 2000 RT74
2000 أر تي 74 (ويعرف أيضًا باسم (34396) 2000 أر تي 74 وفق تسمية الكوكب الصغير) (بالإنجليزية: 2000 RT74)‏ هو كويكب ضمن حزام الكويكبات؛ وترتيبه 34396 من حيث الاكتشاف.
اكتُشف هذا الجُرم الفلكي بواسطة بحث لنكولن عن الكويكبات القريبة من الأرض في 3 سبتمبر 2000.

## وصلات خارجية
- (34396) 2000 RT74 في قاعدة بيانات مختبر الدفع النفاث لأجرام النظام الشمسي الصغيرة

- الاكتشاف · مخطط المدار ·  العناصر المدارية · المعلمات المادية

- (34396) 2000 RT74 على موقع ويكي سكاي: DSS2, SDSS, GALEX, IRAS, Hydrogen α, X-Ray, Astrophoto, Sky Map, Articles and images